# Derek Hilland
Derek Hilland (Dayton, 10 maggio 1967) è un tastierista statunitense celebre per essere stato il tastierista degli Whitesnake e di David Coverdale in alcuni suoi tour come solista.

## Carriera
Ha fatto parte degli Whitesnake in tre periodi distinti: nel 1997, quando la band si riformò per poi sciogliersi di nuovo nell'arco di pochi mesi (con i quali inciderà l'album The Last Time, pubblicato nel 1998 quando la band era sciolta, dal 2002 al 2003, nonché dal 2013 al 2015. Vanta inoltre una collaborazione con Robert Tepper, ed ha collaborato con artisti come Rick Wakeman e Keith Emerson.

## Discografia

### Con i Whitesnake
- Starkers in Tokyo, 1997
- The Last Time, 1998
- 20th Century Masters - The Millennium Collection: The Best of Whitesnake, 2000
- The Purple Album, 2015